# تاكايوكي سوزوكي (مهندس معماري)
تاكايوكي سوزوكي (باليابانية: 鈴木隆之) (1 أبريل 1961، تشيبا في اليابان)؛ مهندس معماري وروائي ياباني.